# Uladzimir Mihajlavics Lapicki
Uladzimir Mihajlavics Lapicki (belaruszul: Уладзімір Міхайлавіч Лапіцкі, oroszul: Владимир Михайлович Лапицкий, Vlagyimir Mihajlovics Lapickij) (Hrodna, 1959. február 18. –) szovjet színekben világbajnok, olimpiai ezüstérmes belarusz tőrvívó.